# 阿尔夫豪森
阿尔夫豪森是德国下萨克森州的一个市镇。总面积39.33平方公里，总人口3800人，其中男性1949人，女性1851人（2011年12月31日），人口密度97人/平方公里。